# Elachista sutteri
Elachista sutteri is een vlinder uit de familie grasmineermotten (Elachistidae). De wetenschappelijke naam is voor het eerst geldig gepubliceerd in 2002 door Kaila.
De soort komt voor in Europa.